# اوالد آمنده
اوالد آمندا (انگلیسی: Ewald Ammende; ۳ ژانویهٔ ۱۸۹۳ – ۱۵ آوریل ۱۹۳۶) روزنامه‌نگار، فعال حقوق بشر و سیاستمدار اهل آلمانی‌های بالتیک بود.